# Marido en alquiler
 (срп. Мушкарац по наруџбини) америчка је теленовела, продукцијске куће Телемундо, снимана 2013.
Представља римејк бразилске теленовеле Fina estampa из 2011.

## Синопсис
Након што јој је супруг мистериозно нестао током морске пловидбе, Гриселда је спремна на све како би одржала остатак своје породице на окупу. Чак и да постане мајстор, и бави се послом који је неуобичајан за жене. Скромна и вредна, Гриселда је поносна на свој посао, којим успева да докаже како људи могу да имају пристојан и срећан живот без угрожавања туђих вредности. Један од њених синова упушта се у везу са ћерком Тересе Кристине, богате, елегантне и површне жене. Тереса Кристина је згрожена могућношћу да се веже за жену из ниже класе, и упркос противљењу свог супруга Рејналда, непрестано понижава Гриселду.
Након вишегодишњег играња игара на срећу са истим комбинацијама, Гриселда осваја 25 милиона долара. Њен живот се изненада мења, али не и природа. Тек стечено богатство не само да Гриселди олакшава живот, већ и узрокује "васкрс" давно несталог супруга, који је пре неколико година проглашен мртвим, оставивши тако низ компликација у животу Гриселде и њене породице. Упркос томе што сада има више новца него што је икад замишљала, Гриселда схвата да у животу никада није лако, али да је за некога јаког и одлучног све могуће, чак и да у позним годинама пронађе праву љубав.

## Глумачка постава

### Главне улоге
| Глумац:         | Улога:                          |
| --------------- | ------------------------------- |
| Сонја Смит      | Гриселда Караско                |
| Хуан Солер      | Рејналдо Ибара                  |
| Марица Родригез | Тереса Кристина Палмер де Ибара |

### Споредне улоге
| Глумац:                | Улога:                        |
| ---------------------- | ----------------------------- |
| Роберто Манрике        | Енрике "Кике" Салинас Караско |
| Габријел Коронел       | Антонио Салинас Караско       |
| Кимберли Дос Рамос     | Патрисија Ибара Палмер        |
| Мигел Варони           | Хосе Салинас                  |
| Рикардо Чавез          | Габријел Родригез             |
| Пабло Азар             | Рафаел Аламо                  |
| Пауло Кеведо           | Хуан Пабло Палмер             |
| Сандра Дестенаве       | Естер Салас де Палмер         |
| Аријел Техидо          | Росарио Ро Флорес             |
| Елус Пераза            | Мирна Бељо                    |
| Данијела Наваро        | Барбара Гонзалез              |
| Алба Роверси           | Ирис                          |
| Хосе Гиљермо Кортинес  | Максимо Дуран                 |
| Мајте Ембил            | Селесте Порас                 |
| Исмаел Ла Роса         | Симон                         |
| Виктор Корона          | Мануел Порас                  |
| Дад Дагер              | Палома Рамос                  |
| Ана Каролина Грахалес  | Амалија Салинас Караско       |
| Габријел Валенсуела    | Фернандо                      |
| Адријан Карвахал       | Данијел                       |
| Алимар Саломон         | Клара Мартинез                |
| Антони Лопез           | Иван Рохе                     |
| Адријана Лават         | Марсела                       |
| Сандра Ејчлер          | Алба Перкинс                  |
| Марија дел Пилар Перез | Ванеса Флорес                 |
| Сол Родригез           | Сол Порас                     |
| Арид Анали             | Беатриз                       |
| Густаво Педраза        | Марио Лопез                   |
| Луис Алварез           | Леонардо Мартинез             |
| Надија Ескобар         | Елса                          |
| Емануел Перез          | Кикито                        |
| Лино Мартоне           | Елио                          |
| Марта Михарес          | Доња Олга                     |
| Анеуди Лара            | Едуардо                       |
| Карлос Ареаза          | Луис Контрерас                |
| Вивијане Лигарде       | Сусана                        |
| Лансе Дос Рамос        | Виктор                        |
| Роксана Пења           | Матилде                       |